# Rzav
Rzav är en biflod till Drina i Bosnien och Hercegovina.   Det ligger i entiteten Republika Srpska, i den östra delen av landet, 80 km öster om huvudstaden Sarajevo.
I omgivningarna runt Rzav växer i huvudsak blandskog. Runt Rzav är det ganska tätbefolkat, med 67 invånare per kvadratkilometer.